# Statue équestre de Léopold II (Bruxelles)
La statue équestre de Léopold II est une statue érigée près du Palais royal de Bruxelles à la mémoire du roi Léopold II, deuxième roi des Belges.
Elle a été créée par le sculpteur Thomas Vinçotte en 1914, mais elle n'est finalisée qu'en 1926 par l'architecte François Malfait. C'est cette même année qu'elle est inaugurée en l'honneur du roi.
Quelques décennies plus tard, elle suscite de nombreuses polémiques quant à sa présence dans le centre de Bruxelles puisque la figure de Léopold II n'est plus aussi admirée et respectée qu'à l'époque. En effet au début du XXIe siècle, le souverain est principalement associé à l'histoire coloniale belge et à l'État indépendant du Congo, territoire sur lequel il exerça une souveraineté de fait de 1885 à 1908.

## Localisation
La statue se dresse place du Trône, au sud-est du palais royal de Bruxelles à l'endroit où la rue Ducale rejoint le boulevard du Régent (petite ceinture), à quelques dizaines de mètres des écuries royales de Bruxelles. Elle est à proximité de Matonge, quartier africain (principalement congolais) de Bruxelles.
La proposition du lieu a été faite par Thomas Vinçotte, le sculpteur de la statue. Elle fut, par la suite, approuvée par la Commission Royale des Monuments et des Sites. Mais on l'a aussi placée de manière telle que sa position soit centrale dans un cadre ni trop grand ni trop petit, bien orientée par rapport à la lumière et entourée par de la végétation.

## Histoire

### Initiative de 1914
Le roi Léopold II meurt en 1909 et en sa mémoire, les autorités belges prennent l'initiative, en 1914, de lui ériger une statue. Pour ce faire, l'État belge collecte plus de 625 000 francs belges soit quelque 2,5 millions d'euros (2017). Le 31 mai 1914, le Moniteur belge et la presse lancent un appel pour qui voudrait contribuer à ériger ladite statue, et cela fonctionne car le roi lui–même y participe et répond à l'appel au même titre que quelques citoyens.
La statue a pour objectif de louer les mérites de Léopold II, roi bâtisseur et colonisateur, mais aussi d'évoquer la reconnaissance nationale envers ce souverain considéré comme le héros des Belges de l'époque.

### Érection de la statue en 1926
Cependant, la statue ne voit pas le jour aussi vite que prévu car la Première Guerre mondiale frappe le Royaume de Belgique et il faut attendre la fin de la guerre pour que l'œuvre soit remise en projet et que le sculpteur Vinçotte en soit nommé le confectionneur avec l'aide de l'architecte Malfait et de l'Union Minière du Haut-Katanga qui, quant à elle, offrit la matière première. Enfin, cette statue de bronze est coulée par la Compagnie des Bronzes de Bruxelles et est inaugurée le 15 novembre 1926, jour de la fête de la Dynastie, mais aussi de la fête patronale du roi Léopold II. La statue est érigée sur la place du Trône : un choix qui semble logique, puisqu'il s'agit d'un lieu où Léopold II a prononcé de nombreux discours et par ailleurs situé à proximité de l'endroit où il prêta serment,.
Cette cérémonie est marquée par la présence de toute la Haute Cour belge et des autorités venues en cortège sur les lieux. Le roi Albert Ier fait prononcer un discours évocateur sur son prédécesseur.
Des critiques émergèrent lors de l'inauguration de la statue équestre, certains experts reprochant que le buste de la statue du roi Léopold II soit la reproduction exacte du buste présent dans le Parc Duden que le même auteur réalisa des années auparavant. Mais il ne s'agit pas de la seule critique, non plus politique mais artistique, qu'il fut fait à l'œuvre de Vinçotte, d'autres experts avançant que celle-ci usait mal de divers styles tels que le style grec du cheval sur lequel se tient le roi, lequel manquerait de naturel.

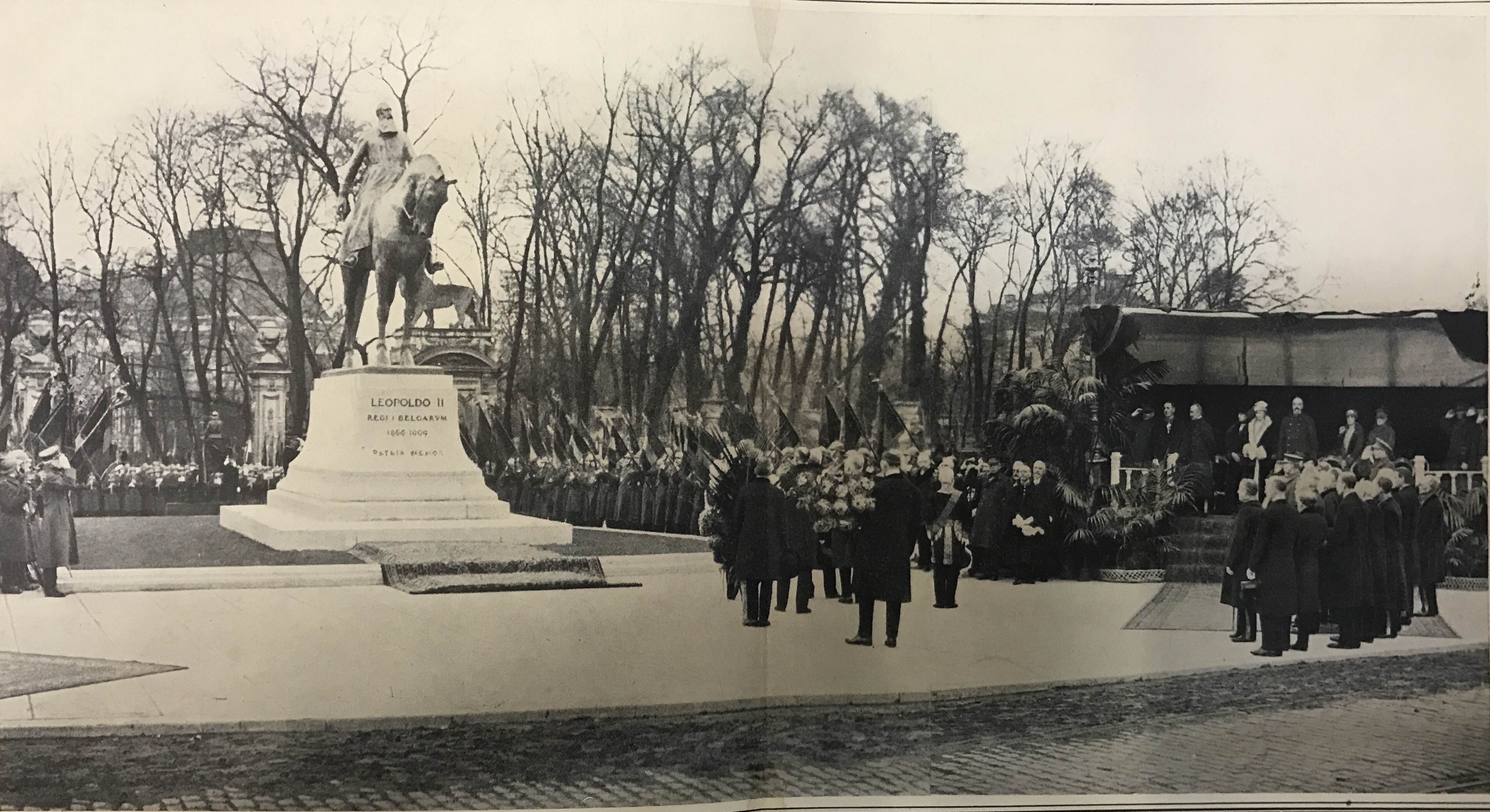
Inauguration du monument le 15 novembre 1926.

### Réplique de la statue à Kinshasa

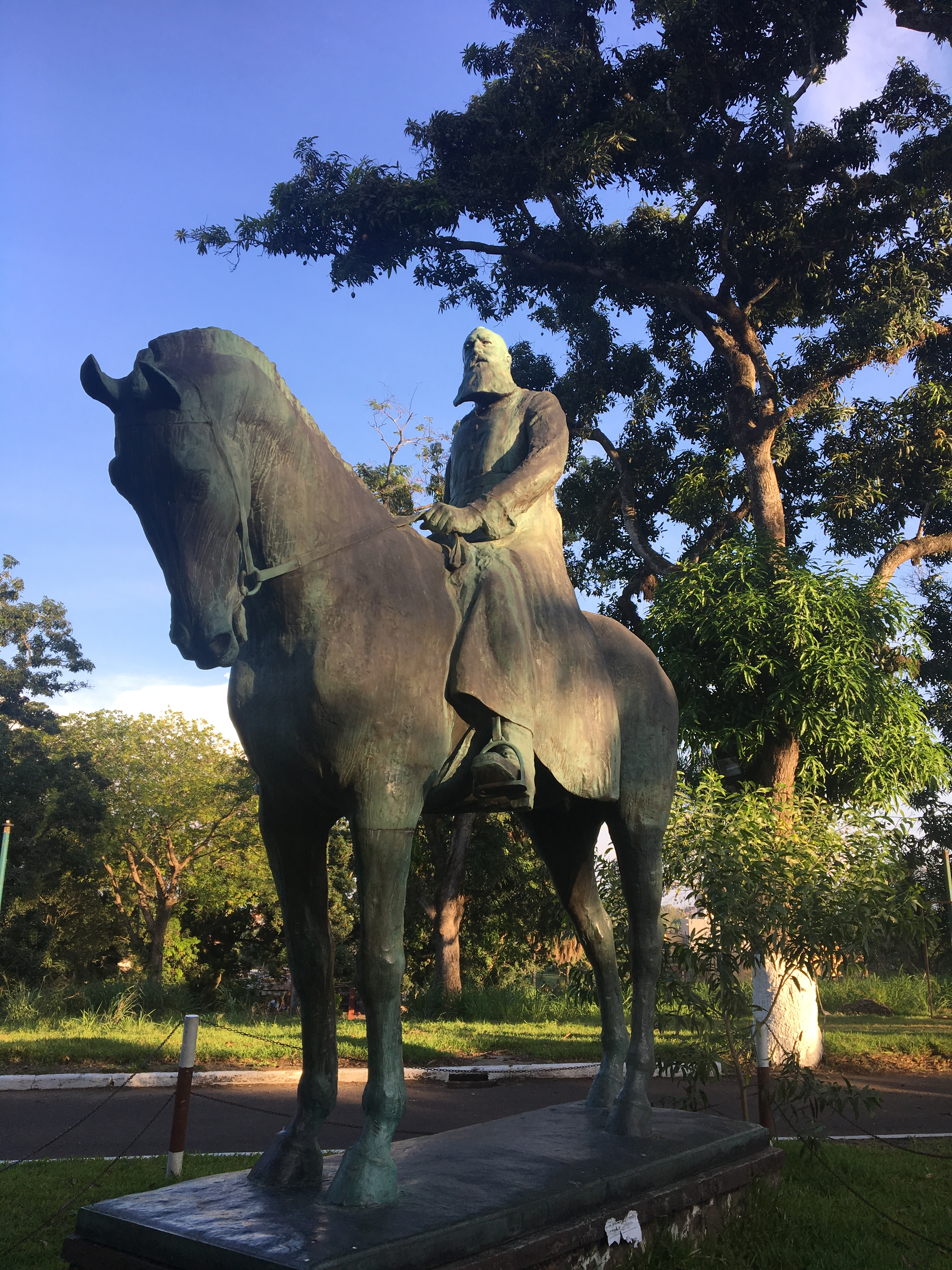
La statue à Kinshasa.

Il existe dans la banlieue de Kinshasa une réplique exacte de cette statue, qui fut inaugurée le 1er juillet 1928 par le roi Albert Ier devant le palais de la Nation, actuel bâtiment de la présidence de la République démocratique du Congo.
« Le monument a été retiré en 1967 sur ordre du dictateur-maréchal Mobutu Sese Seko, au plus fort de sa politique du retour à l'authenticité africaine ».
En février 2005, sous la présidence de Joseph Kabila, la statue réapparaît sur le boulevard du 30-Juin en plein centre-ville à la suite d'une décision du ministre de la Culture Christophe Muzungu, qui déclare à l'époque que cette statue « fait partie de notre patrimoine. J'ai décidé de la réhabiliter, comme je le ferai pour d'autres ». Mais la statue est déboulonnée à nouveau au bout de 24 heures.
La statue se dresse maintenant à côté de celles de son successeur, Albert Ier, et du fondateur de Léopoldville (actuelle Kinshasa), l'explorateur britannique Henry Stanley, dans le parc présidentiel du Mont-Ngaliema, un parc avec vue sur le fleuve Congo, réhabilité en 2010 avec l'aide de la Mission des Nations unies au Congo (Monusco), ouvert au public sous bonne garde des militaires.

## Description
Il s'agit, tout d'abord, de la seconde représentation d'un roi des Belges, la première étant celle du roi Léopold Ier. Ce second monument est constitué d'une statue en bronze du roi à cheval, dressée sur un piédestal en pierre bleue de section rectangulaire.
La face est du piédestal, tournée vers le boulevard du Régent, affiche en latin le nom du roi, son titre et les dates de son règne :

« Leopoldo II
     
Regi Belgarum
 
1865 - 1909
 
Patria Memor »

La statue adopte un style épuré afin d'éviter qu'elle ne soit trop massive, laide ou allégorique. Le buste a été reproduit à l'identique de celui que Vinçotte avait déjà créé auparavant.
Le cheval étant considéré comme le piédestal idéal d'un roi et le peuple ayant l'habitude de voir Léopold II se promener à cheval dans Bruxelles, on fit le choix de cet animal,.
Elle porte la signature de Thomas Vinçotte, le sculpteur de la statue et de celui qui s'est occupé de la verdure qui l'entoure, ainsi que la mention de la Compagnie des Bronzes de Bruxelles qui a coulé la statue en bronze, tandis que le piédestal en pierre affiche le nom de l'architecte qui l'a conçu, mais qui a aussi aménagé la place de verdure, François Malfait, ainsi que la date d'édification.

« François Malfait
 
Architecte 1926 »

Sur l'arrière du socle de la statue, une petite plaque (20 cm sur 15 cm environ) en bronze indique "Le cuivre et l'étain de cette statue proviennent du Congo Belge. Ils ont été fournis gracieusement par l'Union Minière du Haut-Katanga"

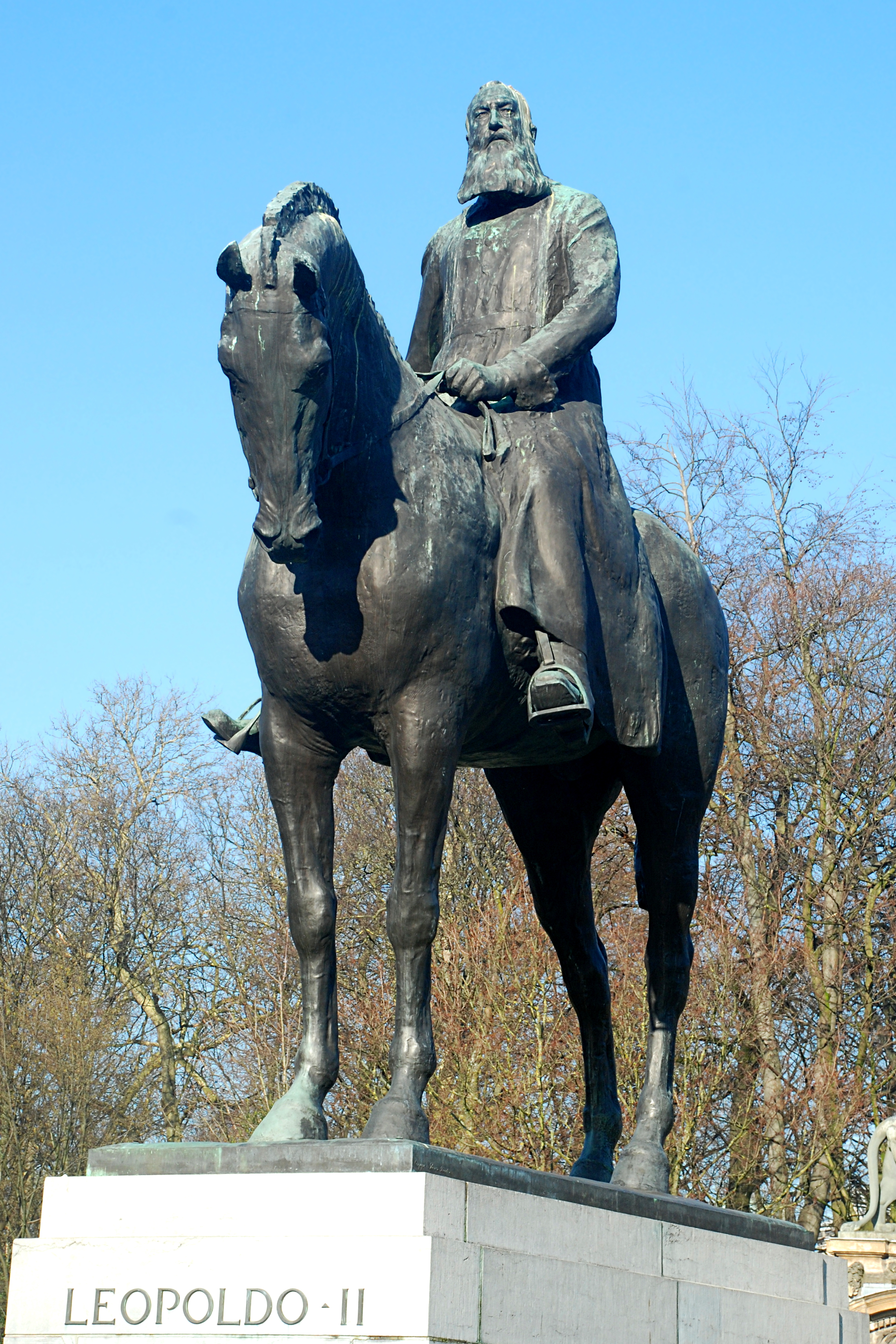
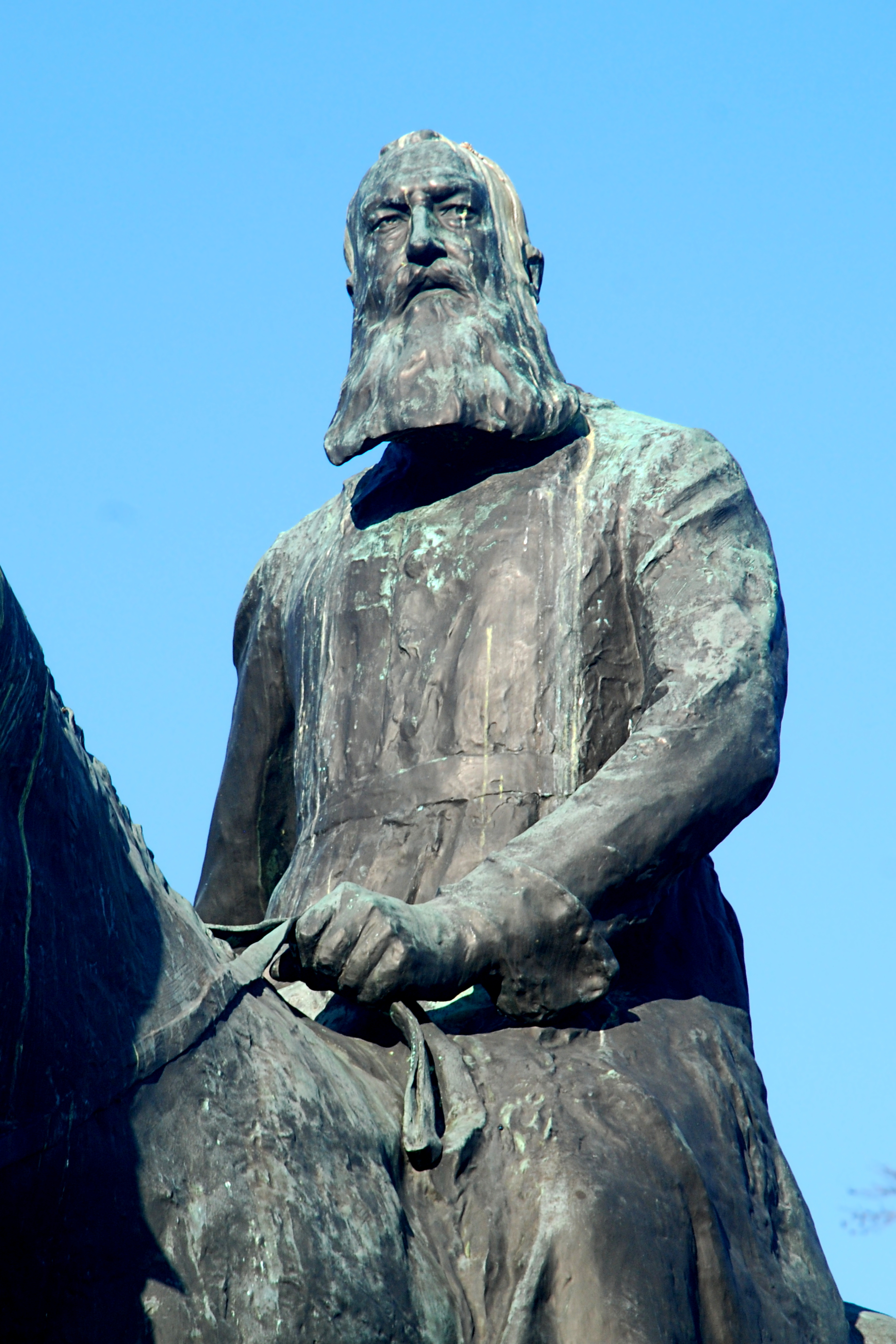
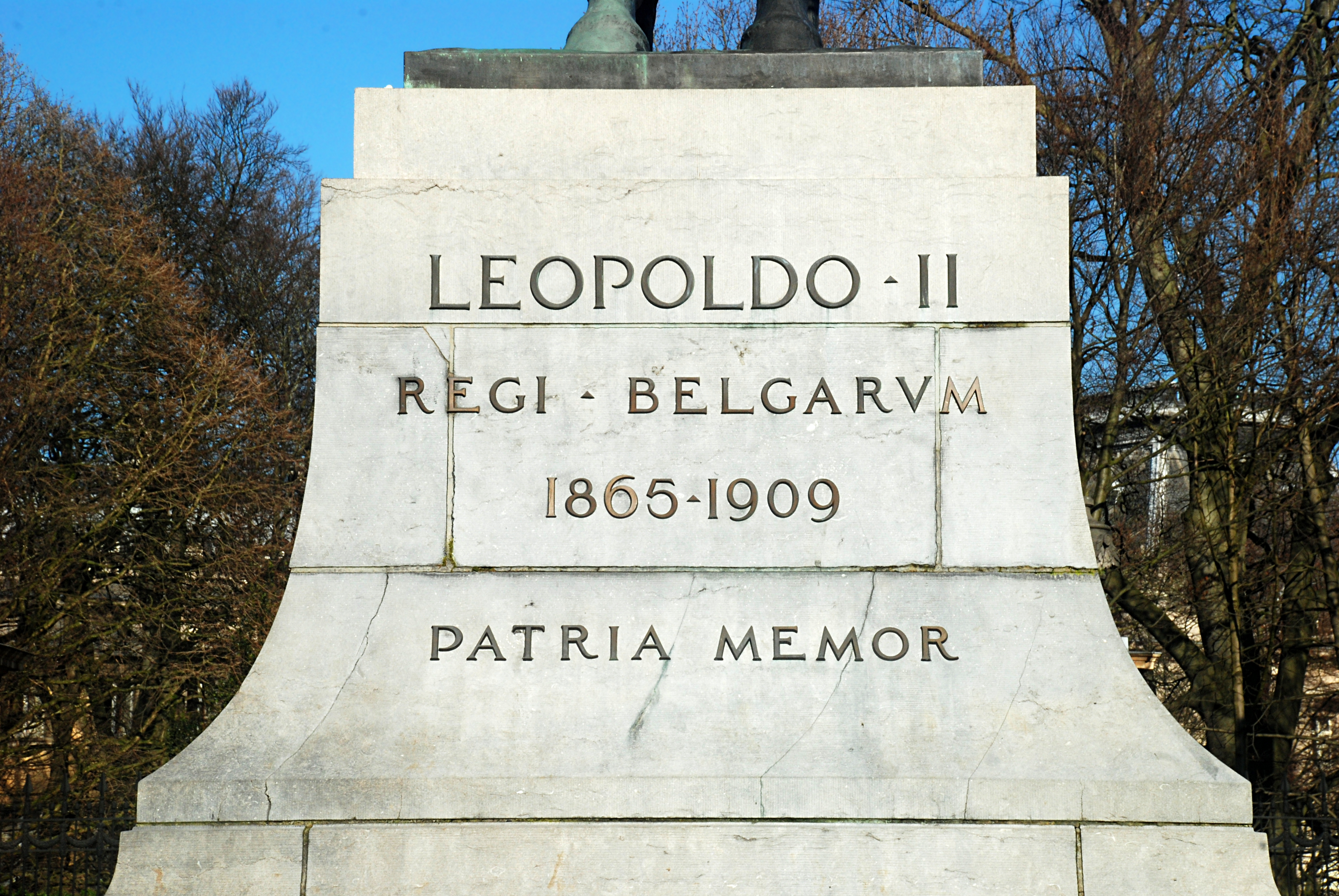

## Sculpteur et architecte
Thomas Vinçotte est à l'époque de la création de la statue le sculpteur de la Cour. Il a été formé à l'Académie de Bruxelles puis a étudié à l'École des Beaux-arts de Paris. Il enseigne ensuite la sculpture à l'Institut supérieur national des Beaux-Arts d'Anvers. Il est connu pour avoir créé des œuvres décoratives, des bustes et des monuments publics. Les statues équestres restent cependant une de ses spécialités,. Durant la conception de ladite statue du roi Léopold II, le sculpteur Vinçotte, alors en âge, dû interrompre plusieurs fois son avancement pour cause de maladie, ce qui recula encore un peu plus les délais fixés après la guerre et ce n'est donc qu'en 1925 qu'il en acheva la construction, mais fatigué, il mourut le 25 mars 1925.
François Malfait est l'architecte du socle en pierre sur laquelle se dresse la statue équestre de Léopold II, mais c'est aussi lui qui permettra de faire aménager la place afin d'accueillir la statue.

## Controverses

### Théophile de Giraud (2008)
En septembre 2008, un activiste du nom de Théophile de Giraud barbouille la statue de peinture rouge : il décrira l'acte comme le « symbole du sang des Congolais innocents tués ou mutilés sous les ordres du sanguinaire souverain ». La dégradation de la statue de Léopold II sert à manifester pour l'abolition de l'esclavage et le déboulonnage des statues de ce roi qu'il qualifie ouvertement de « criminel contre l'humanité ».

### Collectifs anti-racisme et anti-colonialisme (2015)
Le 17 décembre 2015, à la suite du projet de commémoration des 150 ans d'accession au trône du « roi bâtisseur » par la Ville de Bruxelles, différents collectifs (parmi lesquels la Nouvelle voie anti-coloniale et le collectif Mémoire coloniale et lutte contre les discriminations) se rassemblent devant la statue pour contester cette œuvre, dénoncer les crimes de la colonisation belge au Congo et le manque de mémoire en Belgique autour de ce passé,.

### Tribunes des deux camps (2015-2016)
La même semaine, le 22 décembre 2015, l'avocat d'affaire libéral-conservateur Aymeric de Lamotte signe une tribune dans le quotidien La Libre Belgique, où il prend le contre-pied de cette manifestation sous le titre « Non, Léopold II n'était pas génocidaire ».
Un autre tribune paraît le 15 juin 2016 dans le quotidien Le Soir : signée par différents universitaires et membres de la société civile, elle invite à une réflexion autour de la place de cette statue dans une perspective « décoloniale ».
Force est de constater que la statue fut la cible de diverses mésaventures (« attentats », contestations, manifestations) et que les éloges sont plutôt rares. Des griefs qui s'expliquent par le rôle joué par Léopold II lors de la période coloniale, qui lui valut tour à tour le surnom de « roi bâtisseur » puis de « bourreau » ayant mené une politique coloniale criminelle. Cette seconde thèse fut défendue par des détracteurs contemporains tel que Jules Marchal ou Théophile de Giraud, écrivain contestataire, mais fut aussi examinée par la commission d'enquête sur les exactions commises dans l'État indépendant du Congo. Cette statue, très proche du quartier africain de Bruxelles, peut donc être considérée comme le point focal du débat entourant la mémoire coloniale belge de par sa présence dans le patrimoine architectural. De nombreux débats agitent l'actualité en Belgique, notamment quant à la question de l'effacement de toute référence à la gloire de ce roi. Cette question reste en suspens depuis la fin des années 2010. Certaines personnalités s'opposent en effet à la disparition du monument en affirmant que celui-ci est un héritage fort du passé qu'il faut conserver, en explicitant qu'on ne peut appliquer les conditions de mœurs actuels aux faits du passé.

### Explosion des contestations après l'assassinat de George Floyd aux États-Unis (2020)

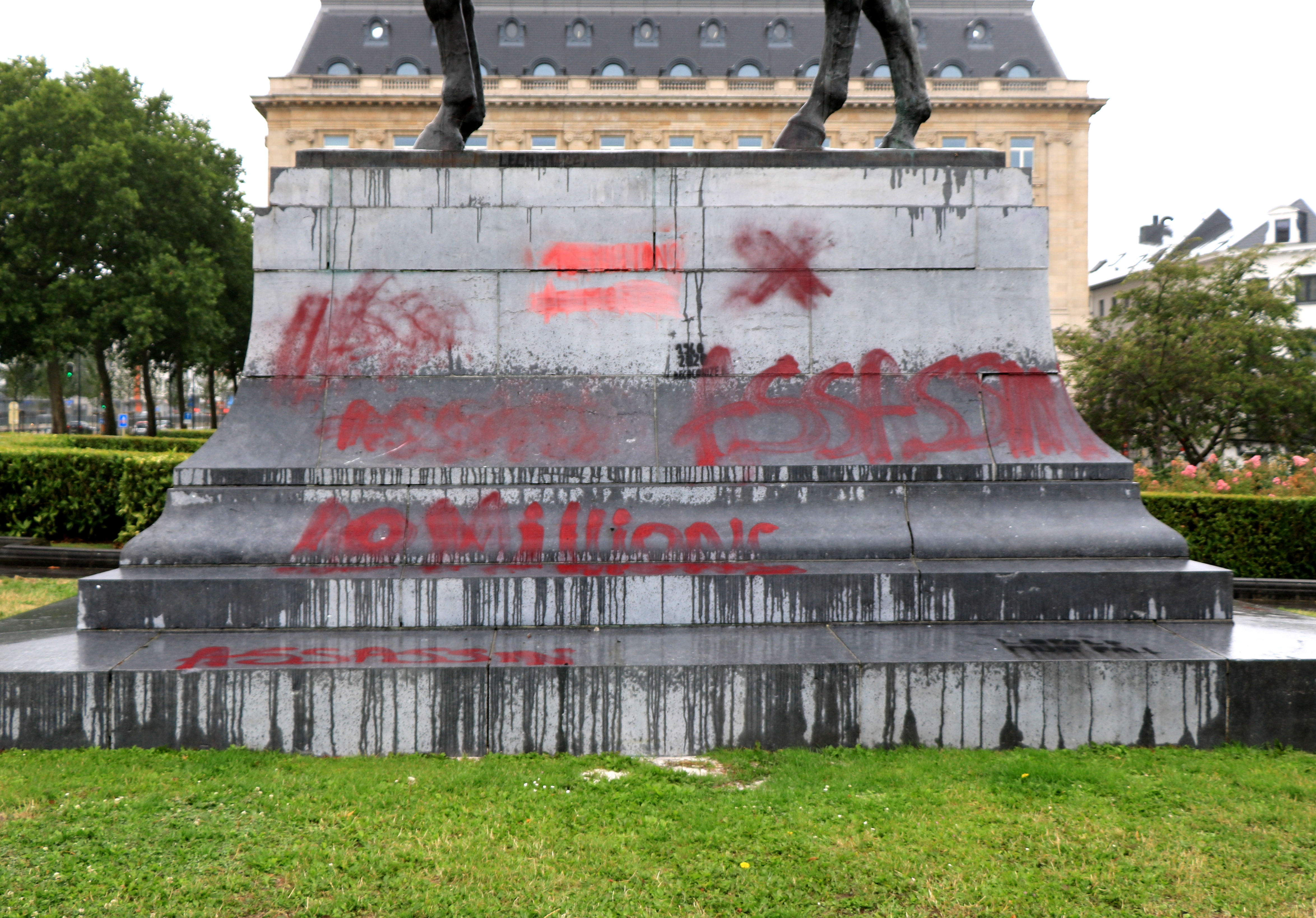
L'état du socle en juillet 2020.

Le 10 juin 2020, la presse annonce que la statue équestre de Léopold II a été recouverte de plusieurs inscriptions après la manifestation « Black Lives Matter » organisée par l'association Change ASBL et qui a rassemblé plus de 10.000 personnes contre le racisme le 7 juin 2020 à Bruxelles dans la foulée des manifestations et des émeutes contre le racisme et les violences policières qui font suite à la mort de George Floyd à Minneapolis aux États-Unis le 25 mai 2020 : « On peut notamment lire un grand « Pardon » sur son buste, l'inscription « BLM » en référence au mouvement Black Lives Matter, « Fuck racism » ou « This man killed 15M people » (« cet homme a tué 15 millions de personnes en anglais ») »,,,. Le secrétaire d'État bruxellois Pascal Smet, chargé de l'Urbanisme et du Patrimoine annonce qu'il « proposera au gouvernement bruxellois de mettre sur pied un groupe de travail chargé de se prononcer sur le sort à réserver aux références, dans la capitale, au roi Léopold II ». « Pour le secrétaire d'État, le mouvement Black Lives Matter et une pétition qui a réuni récemment 60.000 signatures en faveur du retrait des statues du roi Léopold II justifient la tenue d'un débat approfondi sur cette question ».
Le 8 juin, une statue de Léopold II avait été soustraite aux regards et rangée dans les réserves par l'Université de Mons : cette décision fait suite à une pétition lancée le 5 juin 2020 par Marie-Fidèle Dusingize, une jeune activiste afro-descendante, qui a recueilli plus de 2.500 signatures en quelques jours. Le 9 juin, une autre statue de Léopold II datant de 1873 avait été retirée dans le quartier anversois d'Ekeren afin d'être restaurée au musée Middelheim d'Anvers après avoir été la cible de dégradations à plusieurs reprises. Le 11 juin, un buste du roi situé sur le square du Souverain, près du boulevard du Souverain à Auderghem est jeté à terre à coups de masse puis tagué de peinture rouge,.
Le 30 juin, jour du 60e anniversaire de l'indépendance de la République démocratique du Congo, des activistes tentent de recouvrir la statue de bâches noires mais ils en sont empêchés par la police[réf. nécessaire].
Tout cela se déroule dans un contexte mondial de déprédations militantes et de remise en question de la présence dans l'espace public de symboles colonialistes ou considérés comme tels (noms de lieux, statues, enseignes, folklores). Ces actions s'accompagnent parfois de destruction ou d'enlèvement de statues, comme celles de Christophe Colomb et du président sudiste Jefferson Davis aux États-Unis, ou encore du marchand d'esclaves Edward Colston à Bristol en Angleterre.

### Indifférence à Kinshasa
Selon la revue de droite Le Point Afrique, à l'approche du 60e anniversaire de l'indépendance du pays le 30 juin, « la vague de destruction des symboles coloniaux en Occident laisse les Congolais de marbre » car préoccupés par d'autres maux : Ebola, Covid-19, rougeole, crise économique. « La statue de Léopold II, pour nous, ça reflète une histoire, une mémoire. C'est une référence pour nos enfants », avance José Batekele, directeur de collection au musée national. « Si, en Belgique, ils estiment qu'ils doivent détruire les monuments, parce qu'il y a une forte diaspora africaine, nous en prenons acte. C'est une affaire belgo-belge qui ne nous concerne pas directement », affirme l'historien Isidore Ndaywel. « Au Congo, nous avons nos priorités, qui sont autres pour le moment », ajoute l'historien, qui cite les tueries dans l'Est du pays et la corruption.